# Spojler (mediji)
Spojler (ili spoiler) označava opis zapleta, odnosno raspleta radnje nekog književnog djela, filma, TV serije ili videoigre, čije prerano otkrivanje smanjuje ili potpuno oduzima svaki eventualni užitak neupućenom čitatelju, gledatelju ili igraču.
U hrvatski i druge jezike ušao iz engleskog jezika, iz glagola to spoil - pokvariti.
Klasičan primjer spojlera jest sažetak kriminalističkih romana Agathe Christie u kojima se iznosi identitet ubojice - podatak koji bi čitatelj romana trebao saznati tek na kraju. Nakon otkrivanja radnje, čitatelj gubi interes za roman, s obzirom na to da se radnja obično svodi isključivo na otkrivanje podatka koji on već zna.
Spoileri su pogotovo dobili na važnosti posljednjih godina i desetljeća, zahvaljujući razvoju masovnih medija, odnosno Interneta. Oni su omogućili da i najsitniji detalji o nekom književnom djelu, videoigri ili filmu gotovo trenutačno postanu dostupni širom svijeta, što može predstavljati problem potencijalnim konzumentima koji su tim informacijama izloženi prije nego što im je dostupno samo djelo.
Jedan od takvih primjera su popularne TV serije koje svoju premijeru imaju u SAD, a u Europi i drugim dijelovima svijeta se emitiraju s nekoliko mjeseci ili godina zadrške.
Nastojanje da se izbjegnu spojleri na Usenet grupama, internetskim forumima i blogovima dovelo je do konvencija o korištenju posebnih upozorenja o spojleru, nakon kojih slijedi spojler - razmaka od 25 redaka ili jednostavna ROT13 šifra. Filmski i drugi kritičari su, pak, već ranije koristili slična upozorenja prilikom pisanja i objavljivanja recenzija.
S druge strane, postoji mišljenje kako bi nastojanje da se izbjegnu spojleri predstavljalo ograničenje slobode izražavanja. Također se navodi kako kod nekih umjetničkih i drugih djela koje predstavljaju dio opće kulture, kao što je npr. Biblija, nema smisla koristiti pravila o spojleru.
Na Wikipediji se koriste predlošci kako bi se čitatelji upozorili da slijedi otkrivanje radnje.

## Vanjske poveznice
- Zbirka filmskih spojlera na Amuse Yourself!  Arhivirana inačica izvorne stranice od 14. travnja 2012. (Wayback Machine)
- Zbirka spojlera TV serija na StillSpoiled  Arhivirana inačica izvorne stranice od 17. rujna 2017. (Wayback Machine)
- Spojleri književnih djela na The Book Spoiler
- Kritike i spojleri stripova na Major Spoilers